# Сівас (фільм)
«Сівас» (тур. Sivas) — турецький драматичний фільм, знятий дебютантом Кааном Мюждеджі. Світова прем'єра стрічки відбулась 3 вересня 2014 року на Венеційському кінофестивалі, де вона отримала Спеціальний приз журі. В Україні прем'єра відбулась 11 липня 2015 року на Одеському міжнародному кінофестивалі. Фільм був висунутий Туреччиною на премію «Оскар-2016» у номінації «найкращий фільм іноземною мовою».

## Сюжет
Фільм розповідає про 11-річного хлопчика Аслана, який знаходить в канаві досвідченого бійцівського пса Сіваса, залишеного там помирати після програної бійки. Тим часом у шкільній постановці «Білосніжки та сімох гномів» замість Аслана роль принца здобуває Осман, його одвічний суперник. Він намагається використати Сіваса, щоб справити враження на своїх однокласників, зокрема на дівчинку, яка йому подобається. Доходить до того, що він влаштовує амоторський бій з собакою іншого хлопчика.

## У ролях
- Доґан Ізджі — Аслан
- Чакір — Сівас, пес
- Гасан Оздемір — Гасан
- Езґі Ерґін — Айс
- Фуркан Уяр — Осман